# Брчево
Брчево (мкд. Брчево) је насеље у Северној Македонији, у западном делу државе. Брчево припада општини Струга.

## Географија
Насеље Брчево је смештено у западном делу Северне Македоније. Од најближег града, Струге, насеље је удаљено 20 km северно.
Брчево се налази у историјској области Дримкол, која обухвата горњи ток Црног Дрима. Насеље је смештено на западним падинама планине Караорман, изнад клисуре Црног Дрима, где је образовано вештачко језеро Глобочица. Надморска висина насеља је приближно 950 метара.
Клима у насељу је планинска.

## Становништво
Брчево је према последњем попису из 2002. године имало 9 становника.
Претежно становништво у насељу су етнички Македонци (100%).
Већинска вероисповест је православље.